# Yuanmou-Mensch

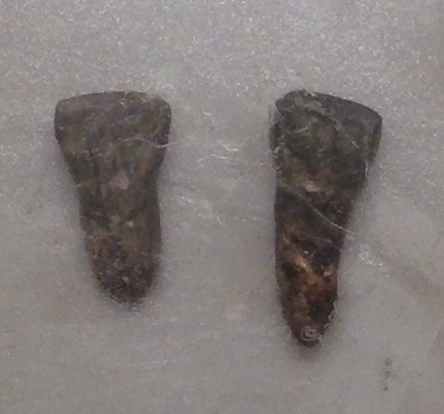
Schneidezähne (Abguss), Naturhistorisches Museum Shanghai

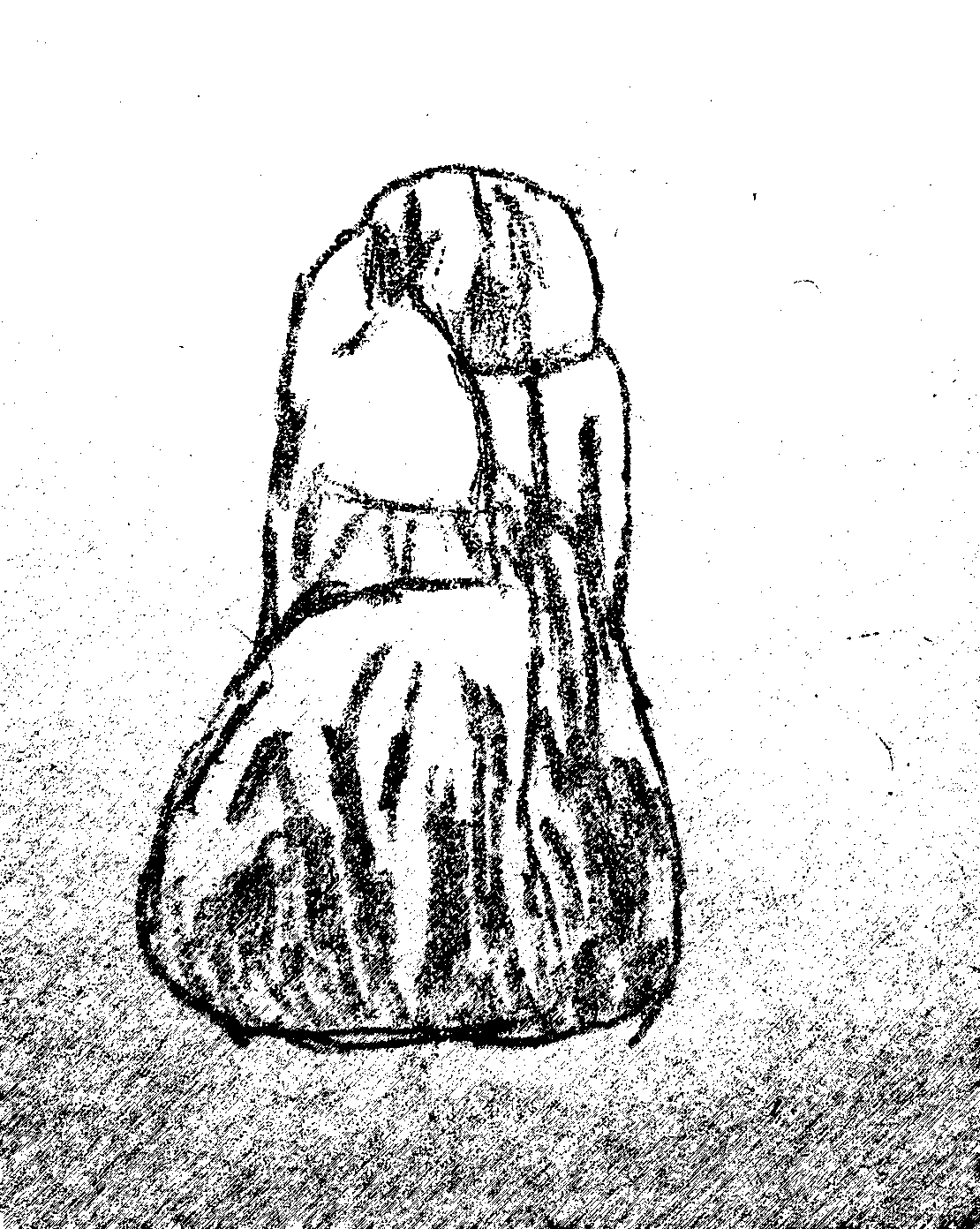
Zahn des Yuanmou-Menschen

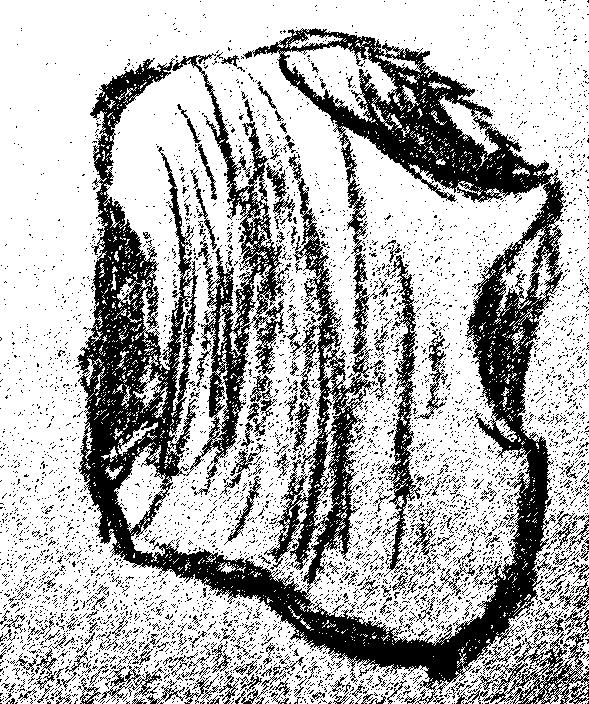
Steinwerkzeug des Yuanmou-Menschen

Als Yuanmou-Mensch (Homo erectus yuanmouensis, chinesisch: Yuanmou yuanren 元谋猿人 bzw. Yuanmou ren 元谋人) werden zwei fossile Oberkiefer-Schneidezähne bezeichnet, die 1965 von dem Geologen Fang Qian in Shangnabang im Kreis Yuanmou in der südchinesischen Provinz Yunnan gefunden wurden. Aufgrund ihrer Ähnlichkeit mit den aus Zhoukoudian bekannten Funden des Peking-Menschen werden beide Zähne – wie der Jianshi-Mensch – dem Homo erectus zugeordnet.

## Datierung
Das Alter der beiden Zähne kann nicht mit letzter Sicherheit geklärt werden, da die genaue Lage am Fundort nicht dokumentiert wurde und bei Nachgrabungen im Jahr 1973 durch das Institut für Wirbeltierpaläontologie und Paläoanthropologie der Chinesischen Akademie der Wissenschaften nicht sicher rekonstruiert werden konnte. In der Nähe des Fundortes gibt es zwar Fundschichten, die rund 1,7 Millionen Jahre alt sind, weswegen in den 1970er-Jahren ein solch hohes Alter zeitweise für die beiden Zähne in Erwägung gezogen wurde. Funde von Leitfossilien, deren Alter andernorts datiert wurde und daher als gesichert gilt, deuten aber darauf hin, dass die Bodenschichten wiederholt erheblich umgelagert wurden, so dass heute älteres Material über jüngerem liegt und ein Alter von weniger als 900.000 Jahren zu unterstellen ist. Eine Studie aus dem Jahr 2002, die sich auf paläomagnetische Daten stützt, ordneten die Funde der Sauerstoffisotopenstufe MIS 17 zu, was einem Alter von rund 700.000 Jahren entspricht.
Die Stätte seiner Entdeckung steht seit 1982 auf der Liste der Denkmäler der Volksrepublik China.

## Belege
1. ↑  C. Hu: Ape-man teeth from Yuanmou, Yunnan. In: Acta Geologica Sinica. Band 1, 1973, S. 65–71.
2. ↑  Peter Brown: Chinese Middle Pleistocene hominids and modern human origins in east Asia. In: Lawrence Barham und Kate Robson Brown (Hrsg.): Human Roots. Africa and Asia in the Middle Pleistocene. Western Academic & Specialist Publishers, Bristol 2001, S. 137–138, ISBN 978-0-9535418-4-3, Volltext (PDF; 3,5 MB).
3. ↑  Yuanmou. (mit Abb.) Übersicht von Peter Brown.
4. ↑  R.X. Zhu et al.: Early evidence of the genus Homo in East Asia. In: Journal of Human Evolution. Band 55, Nr. 6, 2008, S. 1075–1085, doi:10.1016/j.jhevol.2008.08.005.
 Ann Gibbons: Speed-Walking Across Asia. Auf: sciencemag.org vom 7. Oktober 2008.
5. ↑  Geoffrey G. Pope: Evidence on the age of the Asian Hominidae. In: PNAS. Band 80, Nr. 16, 1983, S. 4988–4992, doi:10.1073/pnas.80.16.4988, Volltext (PDF; 1,1 MB).
6. ↑  Masayuki Hyodo et al.: Paleomagnetic dates of hominid remains from Yuanmou, China, and other Asian sites. In: Journal of Human Evolution. Band 43, Nr. 1, 2002, S. 27–41, doi:10.1006/jhev.2002.0555.

Koordinaten: 25° 40′ 0″ N, 101° 53′ 0″ O